# Mecynorhynchus nigropunctata
Mecynorhynchus nigropunctata är en insektsart som först beskrevs av Frederick Arthur Godfrey Muir 1915.  Mecynorhynchus nigropunctata ingår i släktet Mecynorhynchus och familjen Derbidae. Inga underarter finns listade i Catalogue of Life.